# Jane Irwin Harrison
Jane Irwin Harrison, nata Irwin (Mercersburg, 23 luglio 1804 – Cincinnati, 11 maggio 1845 o 1847), è stata una first lady statunitense. Ricoprì brevemente tale carica, svolgendo i compiti di hostess presidenziale durante l'amministrazione di suo suocero William Henry Harrison, il nono presidente degli Stati Uniti. Era anche zia del 23º presidente degli Stati Uniti, Benjamin Harrison.

## Biografia

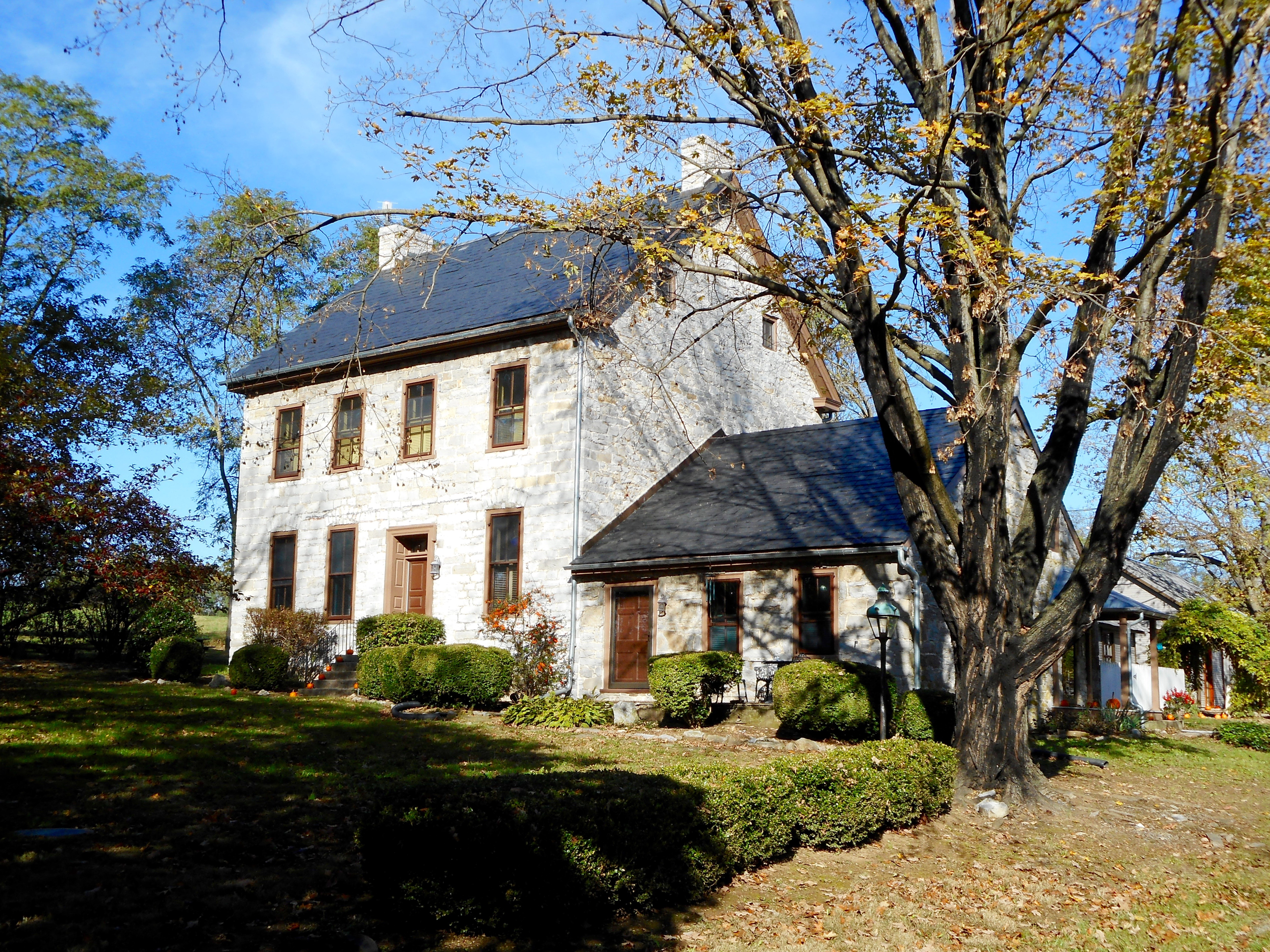
Luogo di nascita di Jane Irwin Harrison a Irwinton Mills, vicino a Mercersburg, in Pennsylvania

Figlia di Archibald Irwin II (1772–1840) e Mary Ramsey Irwin (1781–1813), suo nonno fu James Ramsey, il proprietario della Millmont Farm a Montgomery Township, nella contea di Franklin, in Pennsylvania. Dopo la morte della madre nel 1813, suo padre si risposò e Jane e i suoi fratelli furono adottati dalla seconda moglie del padre, Sidney Grubb Irwin (1789–1869). Suo padre e la matrigna morirono in seguito rispettivamente nel 1840 e nel 1869.
Sposò William Henry Harrison, Jr., figlio del generale William Henry Harrison. La coppia ebbe due figli: James Findlay Harrison e William Henry Harrison III. Nel 1838 rimase vedova quando il marito morì per complicazioni legate all'alcolismo, ma continuò a vivere con la famiglia del marito.
Sua sorella, Elizabeth Ramsey Irwin, sposò John Scott Harrison, un altro figlio di William Henry Harrison, a Cincinnati nel 1831. Benjamin Harrison, il figlio di Elizabeth, divenne in seguito il 23º presidente degli Stati Uniti.
Nel 1840 William Henry Harrison fu eletto presidente. La moglie Anna era troppo malata per viaggiare quando il marito lasciò l'Ohio per il suo insediamento, pertanto Jane Irwin Harrison, assistita dalla zia Jane Irwin Findlay (sorella del padre, che allora aveva settantatré anni), agì come hostess ufficiale durante la breve permanenza in carica del presidente Harrison: appena un mese dopo l'inizio del suo mandato, infatti, morì di polmonite il 4 aprile 1841.
Nel 1842 sposò Lewis Whiteman, anch'egli vedovo. Pochi anno dopo morì di tubercolosi a Cincinnati, poco più che quarantenne. I registri del cimitero indicano come data di morte l'11 maggio 1847, ma gli storici della National First Ladies' Library riportano la morte nel 1845.